# Ernest Leclère
Pour les articles homonymes, voir Leclère.
Ernest Leclère, né le 22 avril 1865 à Luxembourg-Ville (Luxembourg) et mort le 27 mai 1938 au même lieu, est un avocat et homme politique luxembourgeois, membre du Parti ouvrier (AP).

## Biographie
Au cours de l'occupation allemande du Luxembourg pendant la Première Guerre mondiale, du 3 mars au 6 novembre 1915, Ernest Leclère est Directeur général — soit l'équivalent de ministre de nos jours — de l'Intérieur dans les gouvernements dirigés par Paul Eyschen et Mathias Mongenast puis, du 3 janvier au 18 juin 1917, il exerce la fonction de Directeur général de l’Agriculture, de l’Industrie et du Commerce dans le gouvernement dirigé par Victor Thorn,,,.
Ernest Leclère est nommé conseiller d’État le 19 juin 1917, fonction venue à terme le 27 mai 1938.

## Décorations
- Grand officier de l'ordre de la Couronne de chêne[6] (Luxembourg)
- Grand officier de l'ordre d'Adolphe de Nassau[6] (Luxembourg)
- Commandeur de la Légion d'honneur[6] (France)
- Grand officier de l'ordre de la Couronne d'Italie[6] (Italie)
- Commandeur de l'ordre de Léopold[6] (Belgique)
- Grand officier de l'ordre Odrodzenia Polski[6] (Pologne)